# Altitude
Pour les articles homonymes, voir Altitude (homonymie).

L'altitude est une mesure verticale entre un plan référent horizontal et un point-objet.

L'altitude (du latin : altitudo) est historiquement une notion géographique qui désigne la hauteur géométrique verticale entre un point et un référent altimétrique, le plus souvent le niveau de la mer.
En géodésie, elle exprime également l'éloignement d'un point par rapport au géoïde. Il existe plusieurs manières de calculer l'altitude : altitude orthométrique, altitude dynamique (en), altitude géopotentielle et altitude normale (en).
En aéronautique, l'altitude est la distance entre un point et le niveau de la mer, basée sur une pression atmosphérique donnée (QNH). Pour désigner un point entre un point et le sol, on parlera alors de hauteur Elle est mesurée en pieds, sauf dans les pays de l'ex-Union soviétique et en Chine, où elle est exprimée en mètres.
Les différents lieux sont associés à une altitude à l'aide d'une surface de niveau, calculée par divers moyens indirects (géodésie, triangulation). L'altitude est également une donnée exogène utile pour le calcul numérique dans divers domaines : météorologie, physique, biologie.

Les principales distances verticales (hauteur, altitude et élévation) par rapport au niveau 0, c'est-à-dire le niveau moyen de la mer.

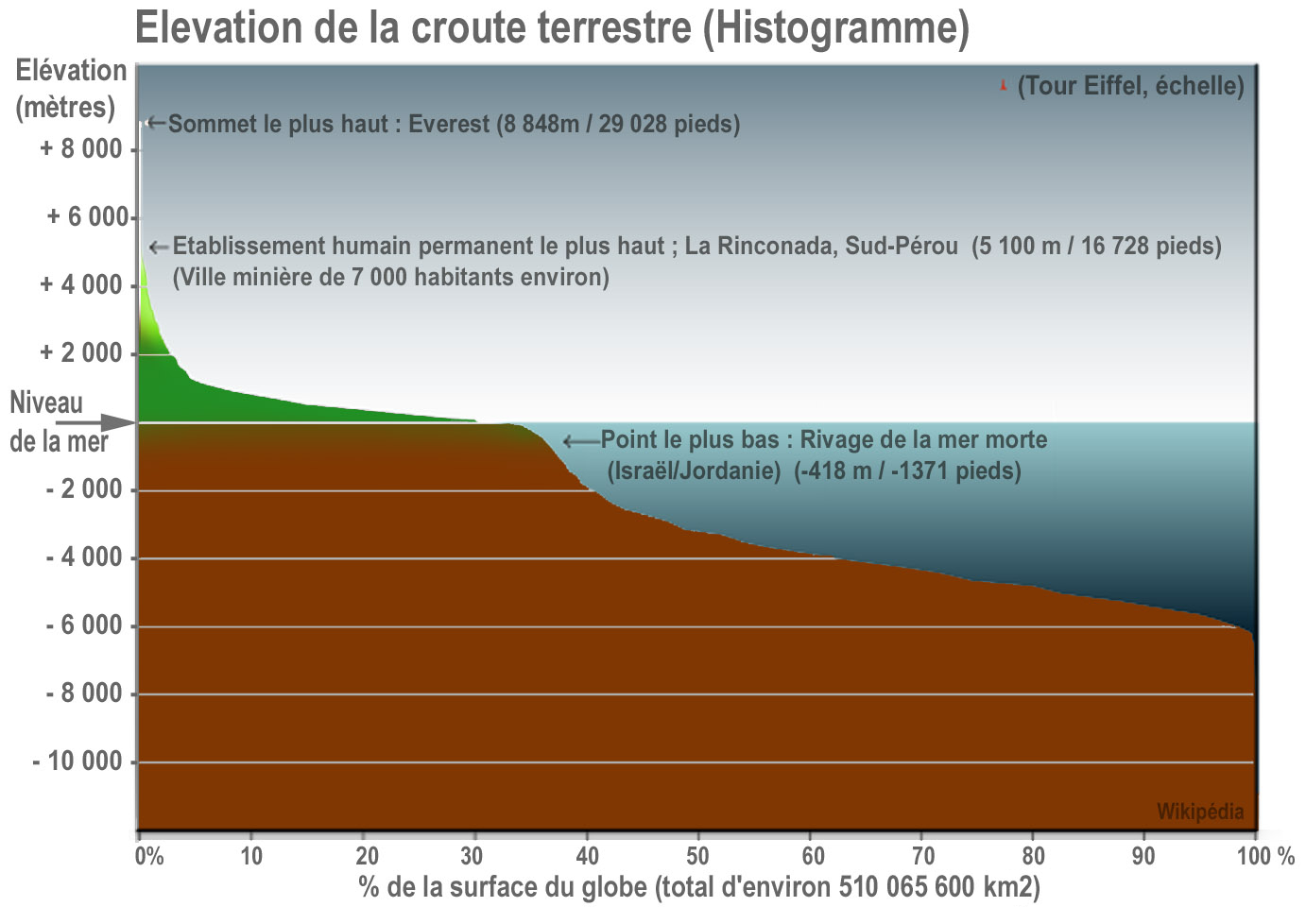
Histogramme (rétro-cumulé) d'élévation de la Terre, dit encore courbe hypsométrique terrestre.

## Définitions, concepts associés et synonymes
Le vocable d'altitude est polysémique et, du fait de son histoire, associé à un vaste ensemble de notions. Le mot désigne à l'origine la distance par l'élévation et la hauteur, la grandeur dans ses diverses acceptions et la profondeur maritime, entre deux éléments de surface (points, ligne, plan) dans l'espace euclidien,.

### Définition première et évolution du sens

#### Évolutions
L'évolution des mathématiques s'est traduit dans l'approche du calcul de l'altitude, passant parfois d'un espace euclidien (2D) à un espace cartésien (3D), et en bénéficiant de nouvelles propriétés de l’espace euclidien.

## Histoire
L'altitude des reliefs et montagnes et celle des sommets les plus élevés a longtemps été mesurée de manière fantaisiste. Des sommets tels que le pic de Ténériffe, le mont Viso, le Saint-Gothard et le Chimborazo ont successivement paru comme les plus élevés de la planète. Au XVIIe siècle, l'invention du baromètre va permettre d'estimer progressivement l'altitude de manière plus réaliste. En effet, la pression atmosphérique mesurée par le baromètre change avec l'altitude.
En Europe, deux Genevois, les frères Fatio de Duilier sont en 1685 les premiers à estimer de manière relativement correcte l'altitude du mont Blanc à 4 728 m. La différence par rapport à l'altitude exacte (4 806 m) est due à l'exagération de l'estimation de l'altitude du Léman et à la sous-estimation de celle du sommet du mont Blanc. Grâce à l'utilisation du baromètre, l'altitude du Mont-Blanc est ensuite précisée par les travaux de Loys de Cheseaux, des frères Jean-André et Guillaume-Antoine Deluc et d'Horace-Benedict de Saussure. En 1770, les frères Deluc gravissent en particulier le mont Buet avec un baromètre pour en mesurer l'altitude. C'est aussi la raison pour laquelle Horace-Benedict de Saussure offre une récompense pour l'ascension du mont Blanc. Le 8 août 1786, deux Chamoniards, Jacques Balmat et le docteur Michel Paccard, en passant par les Grands Mulets, parviennent au sommet du mont Blanc. Le 3 août 1787, accompagné de son valet de chambre et de dix-huit guides dont Balmat, Saussure se fait conduire à son tour au sommet, où il fait monter une tente avant de procéder au calcul de l'altitude avec son baromètre : il trouve comme altitude 2 450 toises, soit 4 775 mètres, au lieu des 4 806 actuels. En 1824, le savant Van Welden ne pouvait toutefois citer que quarante altitudes de sommets dans le Alpes. Grâce à la triangulation des Indes entreprise par les autorités britanniques à partir de 1802, l'altitude du Dhaulagiri (8 187 m) en fait en 1808 le sommet connu le plus élevé au monde. En 1848, le Kangchenjunga supplante le Dhaulagiri. En 1856, Andrew Scott Waugh, arpenteur général britannique des Indes orientales et successeur de George Everest, établit l'altitude du pic XV (8 840 m) du Népal qui devient officiellement le sommet le plus élevé au monde. En 1865, il prend officiellement le nom d'Everest.

## Effets
Certains champs physiques varient en fonction de l'altitude : diminution de la pression atmosphérique, variation de la température et du couple thermohygrométrique, des rayonnements solaires notamment. Des réactions particulières des organismes face à ces nouvelles conditions sont visibles, particulièrement chez les végétaux, mais aussi chez les animaux, champignons et lichens.
Plutôt que d'effets de l'altitude, il conviendrait de parler de variations liées à l'élévation, car l'altitude est une donnée brute qui n'a aucune conséquence par elle-même. Il faut distinguer deux types d'effets :
- les changements brutaux et ponctuels dus à l'élévation rapide ;
- les adaptations de moyen et long termes des organismes en altitude.

Les premiers effets sont spectaculaires et bien connus des alpinistes ; les seconds sont plus discrets et affectent aussi bien les hommes que l'écosystème. En particulier, les sols d'altitude sont souvent plus pauvres, plus acides, moins épais (diminution de la réserve utile des sols et du taux de saturation, qui peut exacerber le phénomène de dépérissement forestier).

### Variations de champs physiques

#### Température
La variation de la température selon l'altitude dépend de l'endroit où l'on se situe dans l'atmosphère : troposphère, stratosphère, mésosphère ou encore la thermosphère.

#### Pression atmosphérique
Elle diminue avec l'altitude de manière exponentielle selon la formule du nivellement barométrique. Au niveau de la mer elle vaut 1 atm (soit 760 mmHg, 1 013,25 mb ou 101 325 Pa) alors qu'à 1 000 m elle ne vaut plus que 89 859 Pa (674 mmHg), à 4 800 m 55 462 Pa (416 mmHg) et à 8 848 m 31 464 Pa (236 mmHg).

#### Intensité de la pesanteur
Celle-ci varie en fonction de la planète sur laquelle on se trouve et de l'altitude. Elle est inversement proportionnelle au carré de la distance par rapport au centre. Sur Terre sa valeur est 9,814 m s−2 au niveau de la mer, 9,811 m s−2 à 1 000 m et 9,802 m s−2 à 4 000 m.
Il s'agit là de l'attraction réelle de la pesanteur : pour un corps immobile dans le repère terrestre (donc non sujet à l'accélération de Coriolis), la pesanteur apparente est égale à la précédente diminuée de l'accélération centrifuge ω2r où ω est la vitesse de rotation de la Terre (soit 360 degrés par jour) et r la distance à l'axe des pôles. Cette accélération centrifuge est nulle aux pôles et vaut approximativement 0,034 m s−2 à l'équateur ; la pesanteur apparente n'y est donc plus que d'environ 9,780.

### Adaptations physiologiques et réponses physiopathologiques du corps humain
La première description des effets de l'altitude est donnée par Platon, à l'occasion d'une ascension du mont Ossa.
Dans l'étude des effets physiologiques de l'altitude, trois zones sont prises en compte :
- haute altitude : de 2 000 à 4 000 m ;
- très haute altitude : de 4 000 à 6 000 m ;
- altitude extrêmement élevée : au-delà de 6 000 m[8].

#### Réponse à court terme (quelques jours)
Chez l’homme, les effets de l’altitude sont principalement dus à la diminution de la pression partielle en dioxygène dans l’air inspiré, et à la baisse de température. Une exposition brutale à une altitude de 6 000 m peut entraîner la mort en 15 minutes.
Au repos, on observe à court terme une hyperventilation (augmentation de la ventilation), en réponse à l'activation des récepteurs chimiques de la veine jugulaire.
La diurèse (élimination d'une partie du volume plasmatique) tend à augmenter la proportion de globules rouges dans le sang. Une exposition brusque à une altitude de 4 000 m entraîne une réduction de 15 % de ce fluide, réduction qui persiste durant quatre semaines. L'acidose respiratoire résultante du liquide cérébrospinal bloque l'effet de l'hyperventilation. Le volume total de l'eau dans l'organisme diminue de 10 %, à cause de la diminution de la consommation de liquides et au maintien du volume de l'élimination urinaire. On note également des modifications des concentrations des ions sodium et magnésium.
Une exposition à la haute altitude peut provoquer une tachycardie (augmentation de la fréquence cardiaque).

#### Réponses à long terme (plusieurs semaines)
À plus long terme (à partir de trois semaines environ), on observe une augmentation importante du nombre de globules rouges (hématocrite) permettant un transport de l’oxygène accru dans le sang. Ceci est la conséquence d'un pic d'EPO dans les premiers jours d'exposition à l'hypoxie d'altitude. On note également l'augmentation de la concentration des ions carbonate dans le sang. La consommation maximale d'oxygène (également nommée VO2 max) baisse en fonction de l’altitude. Ainsi, au niveau de la mer, l’homme est à 100 % de ses possibilités, alors qu’à 4 806 m (sommet du mont Blanc), il ne peut en disposer que de 70 % et seulement 20 % à 8 848 m (sommet de l'Everest)[réf. nécessaire].
L'effet « augmentation de la quantité de globules rouges » est particulièrement recherché par certains sportifs, c'est la raison majeure de l'organisation de stage en altitude, parfois à plus de 3 000 m. Toutefois, cette polyglobulie peut entraîner dans certains cas un excès de globules rouges et la formation de caillots sanguins peut alors obstruer les veines et causer une thrombose veineuse profonde (phlébite) qui peut entraîner la mort. La concentration en globules rouges (hématocrite) du sang de certaines populations vivant à haute altitude (Andes) est naturellement plus élevée.

#### Jusqu'à quelle altitude l'Homme peut-il vivre?
La vie en altitude est rendue difficile par le froid, le manque d'eau et de nourriture, voire d'oxygène, un taux d'ultraviolets plus élevé, des effets sur le métabolisme humain et un environnement parfois plus dangereux,.
Les habitants de Potosí en Bolivie andine vivent à environ 4 040 m. Leur organisme s'est adapté à ces conditions : leur sang est plus riche en globules rouges qui acheminent l'oxygène jusqu'aux organes. Par contre, pour les visiteurs l'altitude pose des problèmes. La pression de l'air et de l'oxygène diminuées, leur capacité physique se réduit de 30 à 40 % en dépit de l'accélération cardio-respiratoire. Il faut environ deux semaines d'adaptation. Entre-temps, le visiteur peut souffrir du mal aigu des montagnes : maux de tête, nausées, œdèmes, etc.
Les environnements de haute altitude (> 2 500 m) ont longtemps été considérés comme des zones de vie impropres à l'Homme préhistorique, en raison des contraintes climatiques et écologiques pesant sur ces environnements. Pourtant les fouilles archéologiques ont montré qu'il existe quelques exceptions, : des fouilles faites sur les hauts-plateaux éthiopiens ont mis en évidence une présence épisodiques de certains de nos ancêtres, notamment à Gadeb (2 400 m) il y a respectivement 1,5 à 0,7 million d'années et à Melka Kunture (2 400 m) il y a environ 1,5 million d'années (en plein âge de la pierre). Ces humains venaient probablement de la vallée du Grand Rift.
Les archéologues trouvent des traces similaires au Tibet et dans les Andes, notamment au Pléistocène (il y a plus de 11 700 ans lors de la dernière glaciation), par exemple dans l'abri sous roche de Fincha Habera, à 3 469 m d'altitude, dans les monts de Bale, en Éthiopie il y a 31 000 à 47 000 ans, où l'on consommait notamment le rat géant Tachyoryctes macrocephalus.
Au Tibet, deux sites très élevés intriguent les archéologues et préhistoriens : Nywa Devu à 4 600 m d'altitude et la grotte Baishiya Karst à 3 280 m d'altitude qui semblent avoir été au moins provisoirement occupés il y a 30 000 à 40 000 ans,.
Des artefacts humains préhistoriques ont été trouvés jusqu'à plus de 3 000 m, dont ce qui semble avoir été des haches à main de style acheuléen encore imprécisément datées (500 000 à 200 000 ans avant nos jours) près de la caldeira du Dendi en Éthiopie.

#### Pathologies
Un séjour à une altitude très élevée peut induire des affections directement liées au manque d'oxygène. À court terme, le mal aigu des montagnes se caractérise par divers symptômes de nature et de gravité variées, allant de la céphalée à des affections potentiellement mortelles comme l'œdème pulmonaire ou cérébral. Ces œdèmes sont liés à la rétention d'eau provoquée par les modifications de la diurèse.
Les populations vivant en permanence à des altitudes supérieures à 3 000 mètres, comme les populations des hautes terres de la cordillère des Andes, peuvent également être touchées par la maladie de Monge, ou mal chronique des montagnes.
Des études laissent penser que les bébés présentent une susceptibilité particulière à l'altitude, pour certaines pathologies, et semble-t-il de manière variable selon leur origine ethnique. Ainsi, le risque de mortalité infantile et de mort subite du nourrisson augmentent avec la résidence en altitude : significativement au-dessus de 2 000 m par exemple aux États-Unis ou en Argentine, avec deux à trois fois plus de risque de mort subite quand le nourrisson est né d'une mère vivant au-delà de 2 400 m d'altitude selon une autre étude, basée sur une population de 393 216 nourrissons nés de 2007 à 2012 au Colorado, peut-être en raison d'un risque accru d'hypoxie. Inversement, le risque de mortalité par détresse respiratoire du nouveau-né diminue alors qu'il augmente en cas d'hémorragie intracrânienne non traumatique (avec des variations selon l'origine ethnique, après ajustement pour le poids de naissance moyen de l'État, l'âge gestationnel et l'inégalité des revenus…). « Des recherches épidémiologiques analytiques sont nécessaires pour confirmer ou réfuter les hypothèses générées par ces données descriptives » selon R.S Levine en 2018.

### Cures
Des cures d'altitude — climatothérapie — sont aujourd'hui encore recommandées pour soulager temporairement certaines crises d'asthme, surtout dans le cas d'asthmes d'origine allergénique. Concernant la tuberculose les avis sont partagés ; en 2008 toutefois une étude turque trouvait une corrélation négative entre altitude et tuberculose : l'influence de l'altitude sur l'incidence de la tuberculose proviendrait « en partie de la valeur de la pression partielle en oxygène dans la mesure où de fortes pressions en oxygène sont nécessaires à la propagation de Mycobacterium tuberculosis. » Concernant la coqueluche, on a pu également recommander non seulement des séjours en altitude — peu documentés mais aussi des « vols coqueluche » (ou leur simulation en caisson hypobare).
À l'inverse, les personnes souffrant de drépanocytose doivent éviter les hautes altitudes.

## Calcul
Le calcul d'une altitude revient toujours à mesurer un écart vertical, un dénivelé, entre un niveau de départ et le point dont on souhaite trouver l'élévation par rapport à ce niveau. L'unité de mesure utilisée est le mètre, sauf aux États-Unis et en aéronautique où le pied est encore en usage.
Dans les pays dotés d'un institut de géographie national (souvent militaire à l'origine), comme c'est le cas en Belgique et en France, il fut procédé par des géomètres à des nivellements généraux par cheminements altimétriques. La précision d'ensemble de ces nivellements est de l'ordre du centimètre. La précision relative entre deux repères voisins est millimétrique.
Dans les régions où le cheminement est techniquement impossible (régions montagneuses ou avec un relief chaotique), les altitudes ont anciennement été déterminées en fonction de la gravité terrestre mais cette méthode est relativement difficile à mettre en œuvre et très peu précise compte tenu des variations de gravité provoquées par les masses montagneuses ou bien en fonction de la variation de pression atmosphérique (méthode principalement utilisée au siècle passé par les alpinistes pour déterminer les altitudes des pics montagneux).
Avec l'apparition de l'aviation, de nouvelles méthodes basées sur la photogrammétrie et les orthophotos-couples, ont vu le jour. Ces méthodes permettent de déterminer avec une précision de quelques mètres, les altitudes et ce, de façon indirecte, sans mesures sur le terrain.
Certains satellites fournissent également des modèles numériques de terrain (MNT) sur l'ensemble de la planète avec, cependant, une précision de plusieurs centaines de mètres ou de plusieurs kilomètres.

### Définitions
Il n'existe pas une définition unique et universelle du niveau de référence utilisé, et donc de l'altitude. La validité et la pertinence d'une définition de l'altitude sont ainsi dépendantes du domaine d'applications considéré. Des définitions purement géométriques (comme la hauteur ellipsoïdale) peuvent être pertinentes dans des applications spatiales, mais se révéler inutilisables ou très peu pratiques pour la planification d'un chantier au sol. Des définitions peuvent être valables localement mais inconsistantes globalement.
Toute définition de l'altitude passe par le choix d'un niveau de référence. Ce choix varie dans l'espace et dans le temps, selon les applications et les cultures.
Il était d'usage de considérer comme niveau de référence le niveau des mers, dont la surface est difficile à mettre en équation : c'est une surface qui bouge en fonction d'éléments astronomiques comme la Lune et le Soleil (phénomène de marée), qui n'est pas une surface équipotentielle (à cause entre autres des courants et de la variation de salinité), donc n'est pas assimilable au géoïde terrestre, et qui de toute façon n'existe pas à la verticale d'un lieu terrestre donné.
La méthode ancienne, qui consistait à cheminer entre le niveau moyen de la mer et un lieu donné en mesurant à chaque fois la différence de niveau dh, est mathématiquement problématique, parce que le résultat dépend du chemin suivi, en d'autres termes ∫ dh n'est pas une intégrale parfaite. En revanche, l'énergie à dépenser pour aller d'un point à un autre, qui est ∫ g dh, g étant la gravité en chaque point, ne dépend pas du chemin suivi. L'altitude était alors calculée en mesurant régulièrement g, et en divisant la valeur obtenue par un g0 moyen, le choix de ce g0 conditionnant bien sûr le résultat[réf. nécessaire].
En octobre 1957, l'avènement de l'ère spatiale a donné naissance à la géodésie spatiale, avec des satellites équipés de réflecteurs laser puis d'horloges ultra-stables (permettant des mesures très précises de temps de trajet ou de décalages Doppler). L'arrivée de systèmes spatiaux opérationnels (Transit, puis GPS, DORIS et, dans l'avenir, Galileo), ont contribué à généraliser une définition de l'altitude liée aux référentiels géodésiques utilisés par ces systèmes : l'altitude fournie nativement par les récepteurs GNSS (GPS, Galileo, Glonass) est la hauteur ellipsoïdale, dont le niveau de référence est défini par un ellipsoïde (approximation de la forme effective de la Terre) propre à chaque référentiel (typiquement WGS84 ; les différences entre les systèmes géodésiques modernes de référence sont négligeables pour les applications courantes). La hauteur ellipsoïdale diffère de l'altitude géographique du fait de l'écart entre l'ellipsoïde considéré et la forme réelle du géoïde. En France métropolitaine, la hauteur ellipsoïdale est de l'ordre de cinquante mètres plus élevée que l'altitude géographique.

### Méthodes pratiques
- Le calcul de la hauteur de la grande pyramide de Gizeh par Ératosthène est déjà une sorte de calcul d'altitude, entre le sommet du monument et le sol. La méthode utilisée, une application du fameux Théorème de Thalès, a été reprise pour le calcul de l'altitude de sommets dégagés. La marge d'erreur associée est assez importante.
- Une méthode utilisée sur le terrain et qui ne nécessite pas d'outil fait intervenir la visée par approximation. En région montagneuse, on peut estimer qu'un sapin adulte est haut de trente mètres en moyenne. Par superposition, on peut estimer une altitude ou un écart avec une marge d'erreur moyenne, souvent acceptable.
- En utilisant une carte géographique et une boussole graduée, la méthode de la triangulation permet de connaître l'altitude d'un point proche.
- L'altimètre est un instrument qui mesure l'altitude en se basant sur la relation entre l'élévation et la pression atmosphérique. Cette relation n'est pas linéaire, et subit des variations non négligeables dues à l'évolution des masses d'air pendant la prise d'altitude par le marcheur qui utilise l'altimètre. C'est donc un moyen de mesure moins fiable qu'il n'y paraît : il faut veiller à étalonner aussi souvent que possible l'altimètre aux points dont l'altitude est connue. Les altimètres sont utilisés dans les ballons-sondes.

### Méthodes modernes
Les mesures d'altitude par les instruments modernes sont d'une précision bien supérieure à ce qu'il est possible de faire à l'œil ou au compas. Les satellites sont mis à profit pour calculer et mettre à jour les « hauteurs » des points de la planète, sommets ou non. À la différence des méthodes terrestres qui utilisent un référentiel dynamique tenant compte des variations locales du champ de pesanteur (le géoïde) et donnent par là même de véritables « altitudes », les satellites fournissent une hauteur à partir d'un ellipsoïde de référence (IAG GRS80). Les écarts entre géoïde et ellipsoïde sont variables selon le lieu et peuvent atteindre la centaine de mètres. Des modèles de géoïde peuvent cependant être intégrés dans un programme de calcul qui permet alors de retrouver les altitudes à partir des mesures satellitaires. La précision dépend alors en grande partie de la finesse du modèle.

### En aéronautique
L'altitude à bord des aéronefs est obtenue par mesure de la pression atmosphérique, traduite en altitude-pression (altitude où règne cette pression en atmosphère standard) et corrigée de la pression au sol par un calage altimétrique. Même si l'altitude barométrique peut différer sensiblement de l'altitude géométrique de l'avion (de l'ordre de 10 % dans des conditions de température extrêmes), elle reste la référence pour la navigation aérienne en raison notamment de la moindre précision verticale du GPS.
En météorologie, les conditions en altitude (vent, température, etc.) sont fournies aux utilisateurs à des niveaux standard correspondant à une pression donnée (1 000, 850, 700, 500 hPa) utilise l'altitude géopotentielle (une altitude proche de l'altitude géométrique, mais qui permet de considérer l'accélération de la pesanteur « g » constante, alors que celle-ci diminue avec l'altitude), pour simplifier les calculs de ses modèles numériques de prévision.

## Autres planètes ou satellites

### Lune
Sur la Lune, on mesure les altitudes des sommets relativement à une distance donnée à son centre. Dans les années 1990, la mission Clementine a publié des valeurs basées sur le chiffre de 1 737 400 mètres.

### Mars
Sur Mars, en l'absence d'océan, l'origine des altitudes a été fixée de façon arbitraire : c'est l'altitude ayant une pression atmosphérique moyenne de 610 Pa. Cette pression a été choisie parce qu'elle est proche de la pression du point triple de l'eau[réf. nécessaire] (273,16 K et 611,73 Pa), et que le niveau ainsi défini est proche du niveau moyen de la surface martienne (sur Terre, c'est la pression atmosphérique à 35 km d'altitude).